# Brignon (Gard)
Brignon – miejscowość i gmina we Francji, w regionie Oksytania, w departamencie Gard.
Według danych na rok 1990 gminę zamieszkiwało 616 osób, a gęstość zaludnienia wynosiła 92 osoby/km² (wśród 1545 gmin Langwedocji-Roussillon Brignon plasuje się na 463. miejscu pod względem liczby ludności, natomiast pod względem powierzchni na miejscu 922.).